# Neoseiulella transitans
Neoseiulella transitans är en spindeldjursart som först beskrevs av Gupta 1981.  Neoseiulella transitans ingår i släktet Neoseiulella och familjen Phytoseiidae. Inga underarter finns listade i Catalogue of Life.